# Jan Neckář (zápasník)
Jan Neckář (28. listopadu 1946 – 16. února 2018) byl československým reprezentantem v řecko-římském zápasu. V roce 1972 na olympijských hrách v Mnichově vypadl v kategorii do 57 kg ve čtvrtém kole. Sedmkrát se stal mistrem Československa.